# Facies leonina

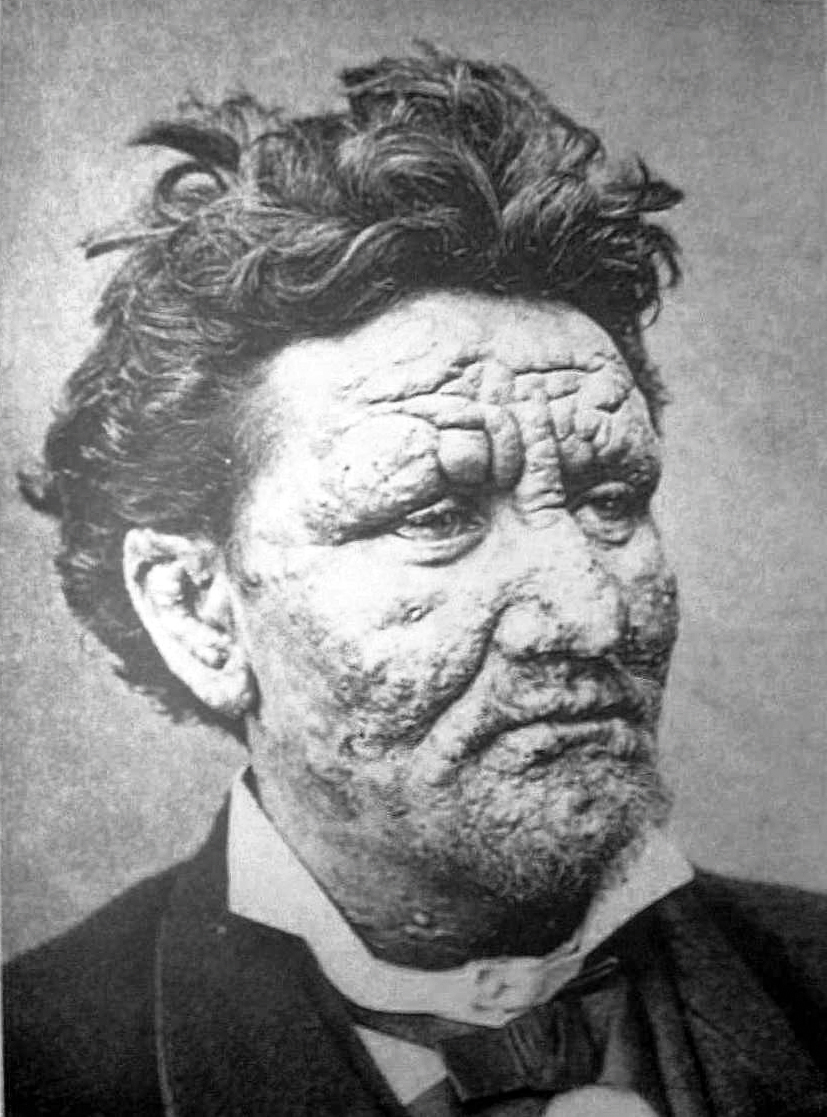
24-Jähriger mit lepromatöser Lepra (Aufnahme aus dem 19. Jahrhundert)

Facies leonina (lat. Löwengesicht) ist ein medizinischer Fachbegriff. In der Lepradiagnostik wurde er schon früh in der mittelalterlichen Medizin für ein Endstadium der Krankheit verwandt. In der modernen Medizinhistorie wurde der Begriff bereits im 19. Jahrhundert vom Hamburger Dermatologen Eduard Arning etabliert. Neben Lepra ist bei Leukämie, Melkersson-Rosenthal-Syndrom, Akromegalie und Sézary-Syndrom das Symptom der Facies leonina bekannt.
Bei der lepromatösen Lepra findet sich dieses klinische Bild neben den symmetrischen Sensibilitätsstörungen in der Endphase der Krankheit und zeichnet sich aus durch den Verlust der Kopfhaare, der Augenbrauen und der Wimpern (Madarosis), Destruktion des Nasenknorpels sowie Vergröberung der Gesichtszüge. Auch Leber, Nieren, Hoden und Augen sind neben den Nerven und der Haut in diesem Stadium der Krankheit betroffen.
Dass Leprasymptome als tierähnlich machend wahrgenommen werden, zeigt sich auch an der Beschreibung von Deformationen der Hände. Dieses klinische Bild wird als „Klauenhände“ bezeichnet.